# Singine
Ne doit pas être confondu avec District de la Singine.
La Singine (en allemand : Sense, en patois fribourgeois : Chindzena  ) est une rivière coulant dans les cantons de Fribourg et de Berne en Suisse, affluent rive droite de la Sarine, elle conflue à Laupen. Elle donne son nom au district dans lequel se situe la plus grande partie de son cours. Cette rivière fait environ 36 km de long.